# Funkcja τ

Wykres funkcji dla argumentów od 1 do 250

Funkcja τ (tau) – funkcja na zbiorze dodatnich liczb naturalnych, używana w teorii liczb. Jej wartość to liczba dzielników danej liczby.
Dla dowolnej liczby {\displaystyle n\in \mathbb {N} _{+}} funkcja {\displaystyle \tau (n)} określona jest jako:
{\displaystyle \tau (n):=|\{d\in \mathbb {N} :d|n\}|.}
Wzór można też zapisać inaczej:
{\displaystyle \tau (n)\equiv \sigma _{0}(n)=\sum _{d|n}1.}
Uogólnieniem funkcji tau są funkcje σ (sigma); funkcja tau to funkcja sigma stopnia zerowego.

## Własności
Wiedząc, że funkcja ta jest multiplikatywna oraz że dla dowolnej liczby pierwszej {\displaystyle p} i dowolnej liczby całkowitej nieujemnej {\displaystyle a} zachodzi:
{\displaystyle \tau (p^{a})=a+1,}
(ponieważ dzielnikami liczby {\displaystyle p^{a}} są: {\displaystyle 1,p,p^{2},\dots ,p^{a}}) otrzymujemy wzór ogólny dla funkcji {\displaystyle \tau (n).}
Niech {\displaystyle n=\prod _{i=1}^{m}p_{i}^{e_{i}},}
gdzie:
{\displaystyle m} – liczba czynników pierwszych,
{\displaystyle e_{i}} – wykładniki w rozkładzie na czynniki pierwsze,
{\displaystyle p_{i}} – parami różne czynniki pierwsze.
Wtedy:
{\displaystyle \tau (n)=\prod _{i=1}^{m}(e_{i}+1).}

## Przykład
Jeśli {\displaystyle n=24,} to mamy dwa dzielniki pierwsze: {\displaystyle p_{1}=2,p_{2}=3,} ponieważ {\displaystyle 24=2^{3}\cdot 3^{1},} czyli {\displaystyle e_{1}=3,e_{2}=1.} Można zatem obliczyć {\displaystyle \tau (24)} w sposób następujący:
{\displaystyle \tau (24)=\prod _{i=1}^{2}(e_{i}+1)=(3+1)(1+1)=4\cdot 2=8.}
Faktycznie, zbiór dzielników liczby 24 to zbiór {\displaystyle \{1,2,4,8,3,6,12,24\},} którego moc wynosi 8.
Pierwsze wartości przyjmowane przez funkcję (ciąg  A000005 w OEIS) to:
| {\displaystyle n}                  | 1 | 2    | 3    | 4       | 5    | 6          | 7    | 8          | 9       | 10          | 11    | 12                |
| ---------------------------------- | - | ---- | ---- | ------- | ---- | ---------- | ---- | ---------- | ------- | ----------- | ----- | ----------------- |
| Dzielniki liczby {\displaystyle n} | 1 | 1, 2 | 1, 3 | 1, 2, 4 | 1, 5 | 1, 2, 3, 6 | 1, 7 | 1, 2, 4, 8 | 1, 3, 9 | 1, 2, 5, 10 | 1, 11 | 1, 2, 3, 4, 6, 12 |
| {\displaystyle d(n)}               | 1 | 2    | 2    | 3       | 2    | 4          | 2    | 4          | 3       | 4           | 2     | 6                 |